# Cryptus clavipennis
Cryptus clavipennis là một loài tò vò trong họ Ichneumonidae.